# Yanis Zouaoui
Yanis Zouaoui, né le 28 avril 1998 à Marseille (France), est un footballeur franco-algérien jouant au poste de latéral gauche au Havre AC. 

## Biographie

### En club
Originaire de Marseille, Yanis Zouaoui évolue dans sa jeunesse dans plusieurs clubs de la région, dont l'Olympique de Marseille où il joue durant sept ans. Il débute en seniors au FC Côte Bleue avant de rejoindre le FC Martigues avec qui il découvre le championnat de National 2 en 2017. Il y reste une saison puis poursuit sa carrière au SC Toulon. Habitué à jouer en tant que meneur de jeu, c'est à cet instant qu'il est replacé comme latéral gauche. Il remporte avec son club le titre en National 2 puis dispute une saison incomplète en National, stoppée par la pandémie, où Toulon est finalement relégué. Après deux saisons passées dans le Var, il choisit de s'exiler en Roumanie, au Foresta Suceava, club de troisième division. En pleine pandémie, il ne joue que deux rencontres avant de revenir au FC Martigues.        
Son retour est très vite concluant. Il clôt un exercice 2021-2022 à trois buts marqués et quatre passes décisives en vingt-cinq matchs de National 2, où Martigues remporte sa poule. Consécutivement, il réalise une saison pleine en National, où il est titulaire avec son club et délivre deux buts et une passe décisive. Il est nommé dans l'équipe-type de la saison de National. En août 2023, il offre la victoire à son équipe en inscrivant un but de 35 mètres sur la pelouse de l'US Orléans. Après une très belle saison en championnat (deux buts et quatre passes décisives), Zouaoui et son club obtiennent la montée en Ligue 2 en terminant vice-champions. Il est à nouveau nommé dans l'équipe-type du championnat.       
En fin de contrat et sollicité par plusieurs clubs, il signe un bail de trois ans avec Le Havre AC en Ligue 1. Il débute en championnat à Geoffroy-Guichard face à l'AS Saint-Étienne, match durant lequel il délivre une passe décisive pour Arouna Sangante.       

## Statistiques
| Saison                | Club                  | Championnat           | Championnat | Championnat | Championnat | Coupe(s) nationale(s) | Coupe(s) nationale(s) | Coupe(s) nationale(s) | Autres compétitions | Autres compétitions | Autres compétitions | Autres compétitions | Total | Total | Total |
| Saison                | Club                  | Division              | M.          | B.          | P.d.        | M.                    | B.                    | P.d.                  | Comp.               | M.                  | B.                  | P.d.                | M.    | B.    | P.d.  |
| 2017-2018             | FC Martigues          | National 2            | 18          | 1           | 0           | -                     | -                     | -                     | -                   | -                   | -                   | -                   | 18    | 1     | 0     |
| 2018-2019             | SC Toulon             | National 2            | 23          | 0           | 2           | 1                     | 0                     | 0                     | -                   | -                   | -                   | -                   | 24    | 0     | 2     |
| 2019-2020             | SC Toulon             | National              | 18          | 2           | 0           | 1                     | 0                     | 0                     | -                   | -                   | -                   | -                   | 19    | 2     | 0     |
| Sous-total            | Sous-total            | Sous-total            | 41          | 2           | 2           | 2                     | 0                     | 0                     | -                   | 0                   | 0                   | 0                   | 43    | 2     | 2     |
| 2020-2021             | Foresta Suceava       | Liga III              | -           | -           | -           | -                     | -                     | -                     | PO                  | 2                   | 0                   | 0                   | 2     | 0     | 0     |
| 2021-2022             | FC Martigues          | National 2            | 25          | 3           | 4           | 2                     | 0                     | 0                     | -                   | -                   | -                   | -                   | 27    | 3     | 4     |
| 2022-2023             | FC Martigues          | National              | 30          | 2           | 1           | 1                     | 0                     | 0                     | -                   | -                   | -                   | -                   | 31    | 2     | 1     |
| 2023-2024             | FC Martigues          | National              | 27          | 2           | 4           | 2                     | 0                     | 0                     | -                   | -                   | -                   | -                   | 29    | 2     | 4     |
| Sous-total            | Sous-total            | Sous-total            | 82          | 7           | 9           | 5                     | 0                     | 0                     | -                   | 0                   | 0                   | 0                   | 87    | 7     | 9     |
| 2024-2025             | Le Havre AC           | Ligue 1               | 17          | 0           | 2           | 1                     | 0                     | 0                     | -                   | -                   | -                   | -                   | 18    | 0     | 2     |
| Total sur la carrière | Total sur la carrière | Total sur la carrière | 158         | 10          | 13          | 8                     | 0                     | 0                     | -                   | 2                   | 0                   | 0                   | 168   | 10    | 13    |

## Palmarès
- SC Toulon
  - Champion de France de National 2 en 2019

- FC Martigues
  - Champion de France de National 2 en 2022
  - Vice-champion de France de National en 2024